# Afromental
Gli Afromental sono un gruppo musicale polacco attivo dal 2004 e originario di Olsztyn.
Nel 2010 hanno vinto l'MTV Europe Music Award al miglior artista polacco.

## Formazione
- Wojciech "Łozo" Łozowski – voce
- Tomasz "Tomson" Lach – voce
- Bartosz "Śniady" Śniadecki – tastiere
- Tomasz "Torres" Torres – batteria
- Wojtek "Lajan" Witczak – basso
- Aleksander "Baron" Milwiw-Baron – chitarra
- Grzegorz "Dziamas" Dziamka – batteria

Il 13 aprile 2017, Grzegorz "Dziamas" Dziamka e Wojciech "Łozo" Łozowski hanno lasciato il gruppo.

## Discografia

### Album in studio
- 2007 – The Breakthru
- 2009 – Playing with Pop
- 2011 – The B.O.M.B.
- 2014 – Mental House
- 2019 – 5